# Кит (поэма)
«Кит» — поэма на древнеанглийском языке, сохранившаяся в составе Книги Экзетера. Наряду с поэмами «Пантера» и «Куропатка» она является древнеанглийской версией популярных в средневековой Европе бестиариев. Её источником является латинский «Физиолог» VIII—IX вв. Описание животных носит символический характер: для средневекового автора кит символизирует сатану.
Часто его величают

     причиной бедствий,

губителем злобесным

     корабельщиков-мореходов

и прочего люда;

     лютого именуют

Фаститокалон — исконный

     морской он житель.
Слово «фаститокалон» является, как считается, искажением греческого ἀσπιδοχελώνη «морская черепаха».
История и этимология слова «Фаститокалон» были использованы Толкином в одном из его стихотворений:
Немало других есть чудищ морских,

Но всех опаснее ОН,

Старый Фаститокалон;

Из древнего рода Больших Черепах

Остался один морякам он на страх.